# Non négociable
Non négociable è il quarto album in studio della cantante canadese Marie-Chantal Toupin, pubblicato il 22 marzo 2005 su etichetta discografica Disques La Québécoise. Il disco ha vinto un premio Félix, il principale riconoscimento musicale del Canada francofono, per l'album rock dell'anno.

## Tracce
1. Naître – 3:30
2. Jamais assez – 3:38
3. Non négociable – 3:24
4. Tout effacer – 3:50
5. Dépendance – 3:10
6. Cette mélodie – 3:09
7. En toi – 3:24
8. Un endroit où pleurer – 3:14
9. Toutes les mêmes – 3:26
10. Si je te parle de moi – 3:41
11. Ayoye – 4:12

## Classifiche
| Classifica (2005) | Posizione massima |
| ----------------- | ----------------- |
| Canada            | 2                 |